# Hármashatárhegy
Der Hármashatárhegy (deutsch Dreihotterberg, ungarisch Hármashatár-hegy) ist ein 495 Meter hoher Berg auf der Budaer Seite von Budapest in Ungarn. Er gehört zu den Budai Hegyek (Budaer Berge).

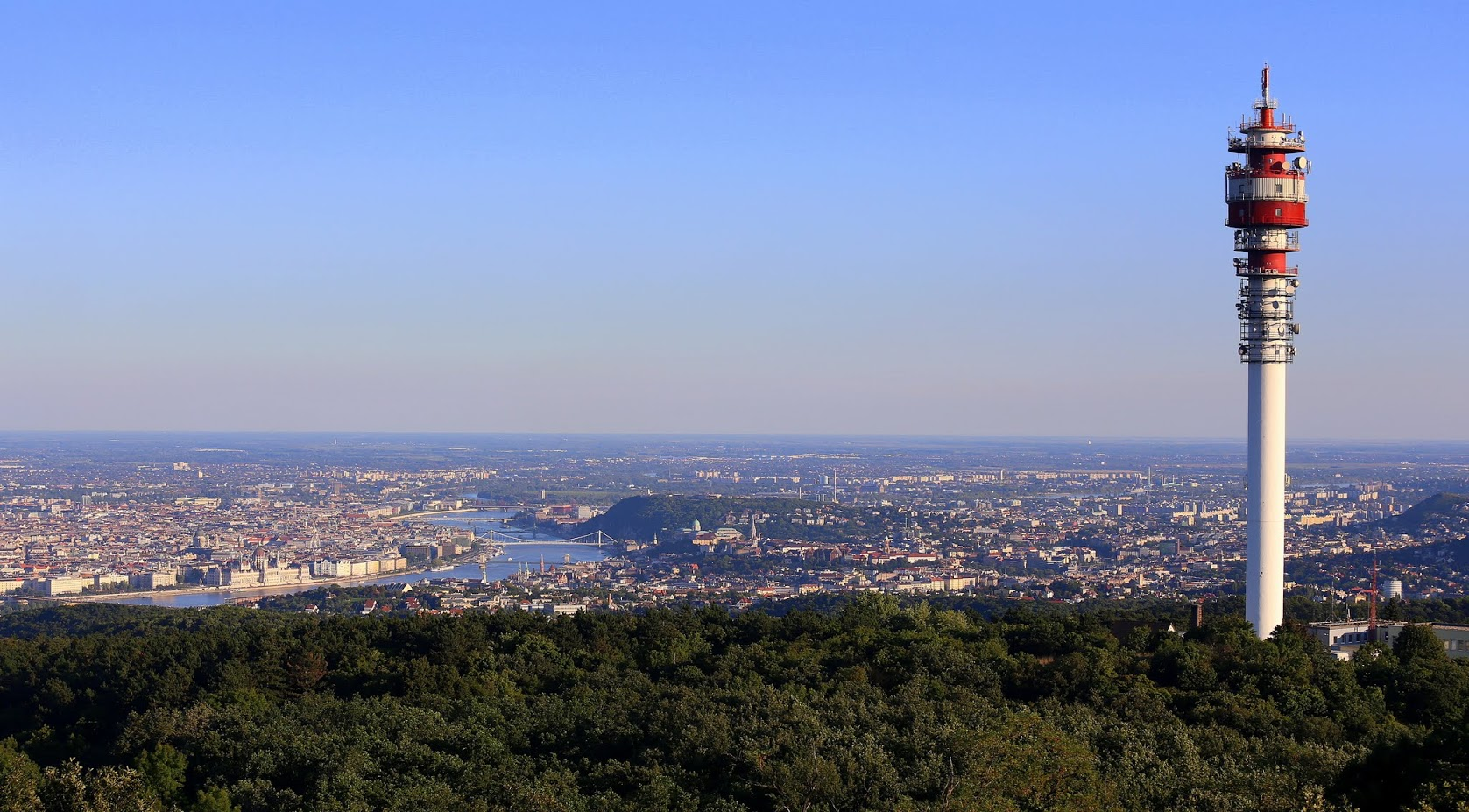
Blick auf Budapest vom Hármashatárhegy

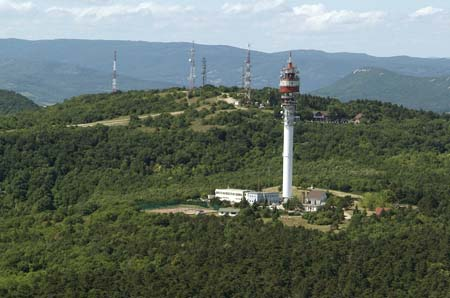
Luftbild

Der Name „Hármashatárhegy“ bedeutet „Drei-Grenzen-Berg“, weil bis zum 19. Jahrhundert drei Städte aneinandergrenzten, nämlich Buda, Óbuda und Pesthidegkút. Heute gehören diese Orte zu Budapest, nur noch die Grenze zwischen dem II. und III. Bezirk verläuft über den Berg. Aber dessen Name ist unverändert geblieben.
Der Hármashatárhegy ist ein populärer Ort zum Wandern, Radfahren und Paragliding, im Winter auch zum Schlittenfahren. Es gibt viele Wanderwege, über den Gipfel führen der Országos Kéktúra und der Bergwanderweg Eisenach-Budapest (blau markiert). Dort befinden sich ein Fernsehturm und eine Gaststätte.
Wegen der wenigen Bäume ist es auf dem Gipfel sehr windig und der Schnee bleibt bis zu zwei Wochen länger liegen als im Stadtzentrum. Im Durchschnitt ist die Temperatur einige Grade tiefer als auf der Pester Seite.